# پوئرتو ثیسنس

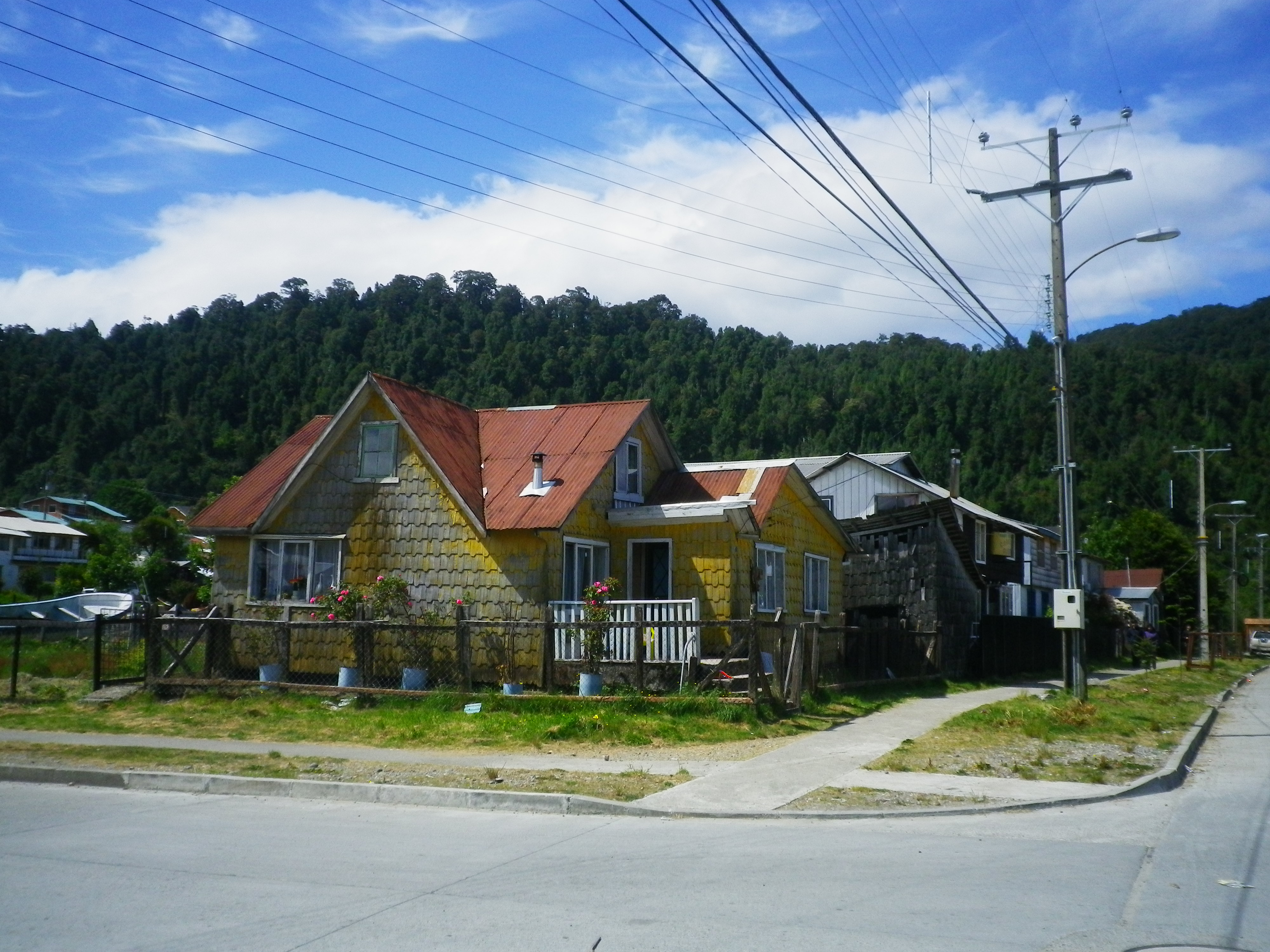
پوئرتو ثیسنس

پوئرتو ثیسنس (به اسپانیایی: Puerto Cisnes) یک شهرک در شیلی است که در سیسنس، شیلی واقع شده‌است. پوئرتو ثیسنس ۱۶٬۰۹۳ کیلومتر مربع مساحت و ۵٬۷۳۹ نفر جمعیت دارد.